# Eunice Stebbins

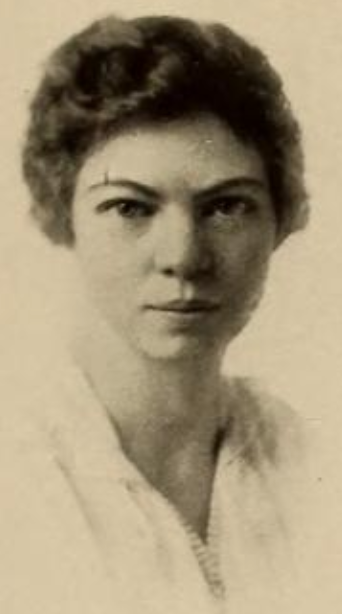
Eunice Stebbins im Jahrbuch des Smith College, 1916

Eunice Burr Stebbins Couch (* 11. November 1893 in Newark Valley; † Juli 1992 in Providence) war eine US-amerikanische Klassische Archäologin, die vor allem als Numismatikerin von Bedeutung war.

## Leben und Leistungen
Eunice Burr Stebbins lebte in ihrer Kindheit vier Jahre lang gemeinsam mit ihrer Mutter in Pensionen in Tours und Hannover, wo sie die französische und die deutsche Sprache perfekt erlernte. 1908 verbrachte sie einen Sommer in Williamstown (Massachusetts), wo sie in Vorbereitung auf ihren Eintritt in die Miss Capen’s School in Northampton (Massachusetts) bei Monroe N. Wetmore am Williams College Latein lernte. Auch diese Sprache meisterte sie sehr schnell. 1912 beendete sie erfolgreich die Miss Capen’s School, wo ihre akademischen Interessen gefördert wurden, und bezog anschließend das ebenfalls in Northampton ansässige Smith College, das größte Frauen-College der USA. Stebbins studierte dort Altertumswissenschaften (Classics) und erlangte 1916 ihren Bachelor-Abschluss. Danach folgte sie weiter dem unsteten Leben ihrer ruhelosen Mutter, konnte aber an all diesen Orten auch ihre eigenen akademischen Interessen verfolgen. Zunächst gingen sie nach New York, wo Eunice Stebbins ihr Studium der Altertumswissenschaften und der Klassischen Archäologie 1919/20 an der Columbia University fortsetzte. 1920/21 lebten sie in Rom, in der bei US-Studenten besonders beliebten Pensione Girardet, wo die Schwestern Girardet ihr die italienische Sprache beibrachten, die sie ebenso binnen recht kurzer Zeit fließend beherrschte. Während des Jahrs in Rom besuchte sie die Vorlesungen an der American Academy in Rome. Im Februar 1924 verstarb ihre Mutter.
Nach dem Tod der Mutter setzte Stebbins ihre Studien an der Columbia University fort. 1925 ging sie an die Johns Hopkins University in Baltimore, wo sie sich erstmals vollkommen auf ihre Studien konzentrieren konnte und 1926 ihren Master of Arts erlangte. Schon im Jahr darauf erfolgte die Promotion zum Doctor of Philosophy. Ihr wichtigster Lehrer an der Universität und Doktorvater war David Moore Robinson. In ihrer 1929 publizierten Dissertation setzte sie sich mit den Abbildungen von Delphinen auf antiken Münzen und auch in der antiken Literatur auseinander. An der American Numismatic Society konnte sie die Sammlung der Gesellschaft studieren und wurde dabei von Edward T. Newell, Sydney P. Noe und Agnes Baldwin Brett unterstützt. Während ihres Studiums an der Johns Hopkins University verliebten sich Stebbins und der Kanadier Herbert Newell Couch, der wie sie auch 1926 dort seinen Master und 1927 seinen Doktortitel erlangte. Beide bewarben sich zudem danach auf ein Stipendium an der American School of Classical Studies at Athens. Stebbins, die sich etwas früher beworben hatte, erhielt zuerst eine Stelle als School Fellow, gefördert durch ein Sophia Smith Fellowship des Smith College, Couch wenige Monate später zum Beginn des Jahres 1928 als Associate Member. Beider Jahr in Griechenland war für ihre Beziehung sehr zuträglich, doch die akademische Karriere Stebbins’ erhielt nun einen Dämpfer. Als Fellow hatte sie eine wissenschaftliche Arbeit (school paper) zu verfassen. In Athen akzeptierte der Direktor der Schule, Rhys Carpenter, die Idee, dass ein von Stebbins verfasster Katalog der bei den Grabungen in Korinth 1927 gefundenen Münzen, der zudem in den von Alfred Raymond Bellinger verfassten Band zu den Fundmünzen aus Korinth aufgenommen werden sollte, zugleich als Stebbins’ Arbeit gewertet werden sollte. Doch die Verantwortlichen für die Vergabe des Sophia Smith Fellowship wollten diese Arbeit nicht als Pflichtarbeit zur Erfüllung des Stipendiums akzeptieren. Somit musste Stebbins schließlich ein von Benjamin Dean Meritt vorgeschlagenes epigraphisches Thema bearbeiten. Somit wurden die Fundmünzen von Korinth am Ende ohne ihr Zutun publiziert. Im Frühjahr 1927 machten Stebbins und Couch ihre Beziehung im Rahmen des Abschlussessens der Schule für das Frühjahrssemester öffentlich. Am 12. Mai 1928 heirateten sie im Britischen Konsulat in Thessaloniki. Bei einem Aufenthalt in Cambridge lernten sie im Sommer des Jahres Charles T. Seltman kennen, der einen großen Einfluss auf die numismatischen Arbeiten von Stebbins haben sollte und auch der Pate der ersten Tochter des jung verheirateten Paares, die nach ihrer Mutter Eunice benannt wurde, werden sollte.
Nach der Rückkehr aus Griechenland 1928 ging das Paar nach Urbana, wo Herbert eine Stelle an der University of Illinois erhalten hatte. Zwei Jahre später zogen sie nach Providence, wo er eine Stelle an der Brown University erhielt und dort bis zum frühen Ende seines Lebens blieb und eine glänzende Karriere durchlief. Wie es zu dieser Zeit üblich war, endete mit der Heirat auch die akademische Karriere von Stebbins, nun Eunice Couch. Auch nach seinem frühen Tod 1959 blieb sie bis zu ihrem eigenen Tod im Alter von 98 Jahren in Providence.
Auch wenn die akademische Karriere zu Ende war, endeten nicht Stebbins Couchs wissenschaftliche, insbesondere numismatische, Interessen. Unter dem Einfluss der Arbeiten Charles Seltmans begann sie noch 1928 mit den Forschungen zu den Münzen der antiken griechischen Stadt Argos. Sie legte sich eine große Sammlung von Gipsabgüssen von argivischen Münzen aus US-amerikanischen und europäischen Sammlungen an. In einem Interview erklärte sie 1935 einer Zeitung ihre Arbeitsweise dabei: zuerst wurde ein Abdruck der Originalmünze mit Siegelwachs genommen, davon dann ein Gipsabdruck gegossen. Diesen fotografierte sie zudem und schuf sich damit einen umfangreichen Katalog. Auch ihr Mann unterstützte sie bei der Arbeit und baute ihr Münztabletts, in denen die zerbrechlichen Abdrücke gesammelt werden konnten. Im Interview machte sie Andeutungen, dass die Arbeiten in drei Jahren abgeschlossen sein sollten und in zwei Bänden von der American Numismatic Society publiziert werden sollten. Dies geschah jedoch nicht, es ist unklar, ob sie ihre Arbeit dazu überhaupt abgeschlossen hat. Die Abgusssammlung ist heute verschollen.
Auch wenn Stebbins ihre große Arbeit nicht abgeschlossen hat und letztlich persönlich ganz in ihrer Rolle als Mutter und Ehefrau aufging, blieb sie nicht ohne Einfluss. Zum einen nahm sie durchaus Anteil am akademischen Leben ihres Mannes, mit dem sie in weiten Teilen dieselben Interessen teilte. An seiner Universität förderte sie – ganz besonders im Bereich der Numismatik – Nachwuchswissenschaftlerinnen so gut sie es konnte. Insbesondere legte sie Wert darauf, dass die jungen Frauen ihre Abschlüsse machten und ihre Dissertationen bis zur Drucklegung brachten. Ihr war bewusst, dass sie aufgrund der Zeitumstände ihre Arbeiten nicht in der Weise vorantreiben konnte, wie sie das selbst gerne getan hätte, weshalb sie für die folgenden Generationen von Wissenschaftlerinnen wollte, dass diese bessere Chancen hätten. Auch wenn Stebbins eine große Karriere versagt geblieben war, wurde sie dennoch in Fachkreisen anerkannt. Schon 1927 wurde sie als Mitglied in die American Numismatic Society gewählt. 1992 wurde sie Ehrenmitglied der Gesellschaft. Ihre Privatsammlung antiker Münzen überließ sie aufgrund ihrer langen Beziehungen zur Brown University und aufgrund ihrer persönlichen Freundschaft zum dort lehrenden R. Ross Holloway dem Center for Old World Archaeology and Art der Universität. Auf Grundlage der Stiftung verfasste schließlich Holloway eine Studie zu den Münzen von Argos.

## Publikationen
- The Dolphin in the Literature and Art of Greece and Rome. Menasha, Wisconsin 1929.